# Aplonobia caesariata
Aplonobia caesariata är en spindeldjursart som först beskrevs av Meyer 1974.  Aplonobia caesariata ingår i släktet Aplonobia och familjen Tetranychidae. Inga underarter finns listade i Catalogue of Life.